# Vietnamesische Badmintonmeisterschaft 2005
Die Vietnamesische Badmintonmeisterschaft 2005 fand vom 5. bis zum 11. September 2005 in Thái Nguyên statt. 

## Sieger und Finalisten
| Disziplin    | Gold                                | Silber                                   |
| ------------ | ----------------------------------- | ---------------------------------------- |
| Herreneinzel | Nguyễn Tiến Minh                    | Nguyễn Quang Minh                        |
| Dameneinzel  | Lê Ngọc Nguyên Nhung                | Lê Thị Thanh Thủy                        |
| Herrendoppel | Trần Thanh Hải Nguyễn Quang Minh    | Đức Khang Trần Hoàng Tùng                |
| Damendoppel  | Lê Thị Thanh Thủy Thái Thị Hồng Gấm | Lê Ngọc Nguyên Nhung Trần Thị Thanh Thảo |
| Mixed        | Trần Thanh Hải Trần Thị Thanh Thảo  | Nguyễn Hoàng Long Ngô Hải Vân            |